# Strandung

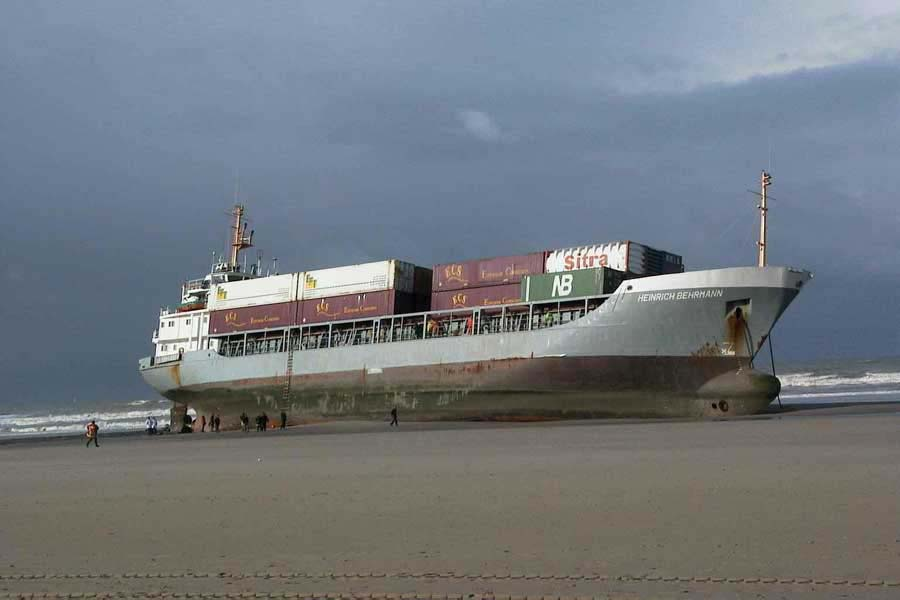
Schiff auf dem Trockenen

Strandung (englisch stranding, beaching) ist ein Schiffsunfall durch das gewollte oder ungewollte Auflaufen eines Wasserfahrzeugs, Körpers oder Gegenstands auf Klippen, Sandbänke, Strand, Ufer oder Untiefen.

## Allgemeines
Bei Wasserfahrzeugen gilt das Seerecht, Handelsrecht und Strafrecht. Körper werden beispielsweise bei der Walstrandung an Land gespült, Gegenstände (etwa Seefracht wie Schiffscontainer oder auch Strandgut, Flaschenpost) stranden durch die Meeresströmung. Versicherungsrechtlich liegt eine Strandung vor, wenn das Schiff auf Grund gerät und nur durch außergewöhnliche Maßnahmen abgebracht werden kann; außergewöhnlich sind die Kappung der Schiffsmasten, Seewurf oder das Abwarten einer hohen Flut.
Gestrandete Schiffe sind manövrierunfähig und meist weitgehend unbeschädigt, während sie beim Scheitern zerschellen.

## Rechtsfragen
In der Schifffahrt ist eine vorsätzlich oder fahrlässig herbeigeführte Strandung („auf Grund setzen“) in einem befahrenen Gewässer strafbar (§ 315 Abs. 1 StGB), es sei denn, durch diese Strandung kann das Schiff samt Schiffsbesatzung, Passagieren und der Ladung vor dem Untergang gerettet werden (Rechtfertigungsgrund). In der bis August 1935 geltenden Fassung sah § 322 Abs. 2 StGB a. F. die Verursachung des Strandens eines Schiffs als „Gefährdung des Schiffsverkehrs“ an.
Der Umgang mit gestrandeten Schiffen und Gegenständen richtete sich bis Juni 1990 nach dem Strandrecht. Seitdem gilt das allgemeine Fundrecht. Gemäß § 537 Nr. 5 HGB ist die Strandung bei der Personenbeförderung als Schifffahrtsereignis einzustufen. Nach § 538 Abs. 1 HGB haftet demnach der Beförderer bei Verschulden für den Schaden; ist das schadensverursachende Ereignis ein Schifffahrtsereignis (also auch Strandung), wird sein Verschulden gesetzlich vermutet.  

## Versicherung
Im Seeversicherungsrecht wird für die Seeschifffahrt eine Strandung nur dann als vorliegend anerkannt, wenn das Schiff unter nicht gewöhnlichen Umständen auf den Grund festgerät und entweder nicht wieder flott wird oder nur durch außergewöhnliche Maßnahmen wieder flott wird (wie z. B. Seewurf oder Löschung der Ladung). Sie gilt nur dann als große Havarie, wenn sie zum Zwecke der Abwendung des Unterganges oder der Nehmung (durch Feinde oder Piraten) von Schiff und Ladung erfolgt.